# Andrew Jackson Faulk

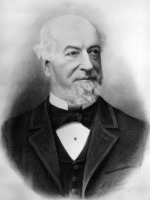
Andrew Jackson Faulk

Andrew Jackson Faulk (* 26. November 1814 in Milford, Pennsylvania; † 5. September 1898 in Yankton, South Dakota) war ein US-amerikanischer Politiker und von 1866 bis 1869 der 3. Territorialgouverneur im Dakota-Territorium.

## Frühe Jahre und politischer Aufstieg
Andrew Faulk besuchte die örtlichen Schulen in Kittanning in Pennsylvania. Anschließend absolvierte er eine Druckerlehre und wurde Herausgeber der Zeitung Armstrong County Democrat. Außerdem studierte er Jura. Er war Kämmerer in seinem Heimatbezirk und trat dann in die Nationalgarde von Pennsylvania ein. Andrew Faulk war zunächst Mitglied der Demokraten, kehrte der Partei aber wegen deren Haltung in der Frage der Sklaverei den Rücken. In Präsidentschaftswahlen unterstützte er die republikanischen Kandidaten: 1856 John C. Frémont und 1860 Abraham Lincoln.

## Territorialgouverneur
Im Jahr 1861 arbeitete Faulk in Yankton im Dakota-Territorium bei seinem Schwiegervater Walter Burleigh, einem in dem Territorium einflussreichen Mann, der außerdem noch US-Kongressabgeordneter für das Territorium war. Burleigh und Territorialgouverneur Newton Edmunds waren politische Rivalen. Schließlich erreichte Burleigh in Washington die Abberufung von Edmunds. Präsident Andrew Johnson ernannte nun Andrew Faulk zu dessen Nachfolger. Faulk amtierte in dieser Funktion bis 1869. In dieser Zeit setzte er sich gegen erheblichen Widerstand für die Öffnung der Black Hills für weiße Siedler ein. Ansonsten hat er politisch in seinem Territorium wenig bewegt. Im Wesentlichen erhielt er den vorgefundenen Status. Am 10. Mai 1869 wurde Faulk von Präsident Ulysses S. Grant aus seinem Amt entlassen und durch John A. Burbank ersetzt.

## Weiterer Lebenslauf
Nach seiner Entlassung blieb Faulk weiter im Dakota-Territorium. Zunächst war er im Bürgermeisteramt der Stadt Yankton beschäftigt und dann wurde er beim US-Bundesgericht für das Dakota-Direktorium angestellt. Als Territorialgouverneur Nehemiah G. Ordway die Hauptstadt des Territoriums von Yankton verlegen wollte, unterstützte Faulk die Absetzung von Ordway, der ohnehin wegen anderer fragwürdiger Vorgänge bereits in die Schusslinie geraten war. Faulk war im Jahr 1883 noch Mitglied der verfassunggebenden Versammlung von South Dakota. Er blieb bis zu seinem Tod in Yankton ansässig.